# Материалистическая теория происхождения государства
Материалисти́ческая (маркси́стская, исто́рико-материалисти́ческая, диале́ктико-материалисти́ческая) тео́рия происхожде́ния госуда́рства связывает возникновение государства с появлением частной собственности, расколом общества на классы и классовыми противоречиями. По мнению сторонников данной теории, «государство есть продукт и проявление непримиримых классовых противоречий».
По оценкам марксистских специалистов, «теория отличается чёткостью и ясностью исходных положений, логической стройностью и, несомненно, представляет собой большое достижение теоретической мысли».

## Основные положения теории

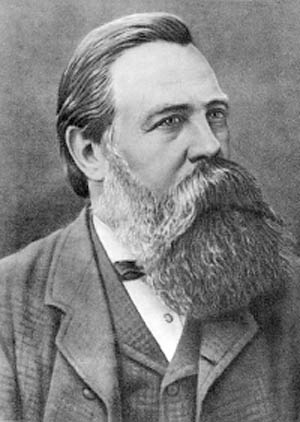
Фридрих Энгельс

Наиболее полное изложение основ данной теории содержится в работах Ф. Энгельса «Происхождение семьи, частной собственности и государства» и В. И. Ленина «Государство и революция» .
По Энгельсу, государство существует не извечно. Были общества, которые обходились без государства и государственной власти. На определённой ступени экономического развития, которая с необходимостью была связана с расколом общества на классы, государство стало в силу этого раскола необходимостью. Когда в обществе появляются классы с противоречивыми экономическими интересами, начинается противостояние между ними. Для того, чтобы это противостояние не привело к коллапсу общества, необходима стоящая над обществом сила, которая бы умеряла столкновение, держала его в границах «порядка». Эта сила, произошедшая из общества, но ставящая себя над ним и всё более и более отчуждающая себя от него, и есть государство.
Государство отличается от родоплеменной организации разделением подданных по территориальным делениям. Поскольку основой существования родовых объединений была связь членов рода с определённой территорией, то с увеличением мобильности населения, вызванной экономическими причинами, родовое общество перестало выполнять свою функцию. Гражданам предоставили возможность осуществлять свои общественные права и обязанности там, где они поселялись, безотносительно к роду и племени.
Второй отличительной чертой государства является учреждение публичной власти, которая не совпадает непосредственно с населением и призвана держать в повиновении всех граждан. Эта публичная власть существует в каждом государстве и состоит не только из вооружённых людей, но и из принудительных учреждений разного рода, которые не были известны родовому обществу.
Публичная власть усиливается по мере того, как обостряются классовые противоречия внутри государства, и по мере того, как соприкасающиеся между собой государства становятся больше и населённее. Для содержания этой публичной власти необходимы взносы граждан — налоги. С развитием цивилизации становится недостаточно и налогов: государство делает займы, государственные долги.
Обладая публичной властью и правом взыскания налогов, чиновники становятся, как органы общества, над обществом, что обеспечивается авторитетом законов, дающих им неприкосновенность.
Поскольку государство возникло из потребности держать в узде противоположность классов, то оно по общему правилу является государством самого могущественного, экономически господствующего класса, который при помощи государства становится также политически господствующим классом и приобретает таким образом новые средства для подавления и эксплуатации угнетённого класса.
Так, античное государство было, прежде всего, государством рабовладельцев для подавления рабов, феодальное государство — органом дворянства для подавления крепостных и зависимых крестьян, а представительное государство эпохи Нового времени есть орудие эксплуатации наемного труда капиталом.
В виде исключения встречаются также периоды, когда борющиеся классы достигают такого равновесия сил, что государственная власть на время получает известную самостоятельность по отношению к обоим классам. Такова, например, абсолютная монархия XVII и XVIII веков, которая держит в равновесии дворянство и буржуазию друг против друга.
Кроме того, в большинстве известных в истории государств, предоставляемые гражданам права соразмеряются с их имущественным положением, и этим прямо заявляется, что государство — это организация имущего класса для защиты его от неимущего. В Афинах и Риме это определялось делением граждан на имущественные категории, в средневековом феодальном государстве степень политического влияния определялась размерами землевладения. В эпоху Нового времени это находило выражение в избирательном цензе при выборах в высшие государственные органы.
Высшая форма государства, демократическая республика официально ничего не знает о различиях по богатству. При ней богатство пользуется своей властью косвенно, с одной стороны, в форме прямого подкупа чиновников, с другой стороны, в форме союза между правительством и крупным акционерным капиталом.
По мнению сторонников данной теории, в середине—конце XIX века общество стало приближаться к такой ступени развития производства, на которой существование противоборствующих классов перестало быть необходимостью и становится помехой развитию  производительных сил (производительные силы вступают в противоречие с производственными отношениями). Результатом этого является неизбежное исчезновение классов посредством социальной революции, а вместе с ним и неизбежное исчезновение государства.

## Критика теории
С. С. Алексеев и В. М. Корельский указывают, что хотя нет оснований считать, что классовая борьба не влияла на возникновение государства, нельзя считать возникновение классов единственной причиной его появления, поскольку имеются примеры зарождения и формирования государства в доклассовом обществе, а на процесс государствообразования влияют и другие, более общие факторы.
Концепцию Ф. Энгельса критиковал в конце 1950-х годов немецкий неортодоксальный марксист Карл Виттфогель. Он обратил внимание, на тот факт, что Ф. Энгельс описывал возникновение государства у народов «Железного века»: греков, римлян и германцев. Но эти народы уже жили в период существования развитых цивилизаций, взаимодействовали с ними и менялись под воздействием их примеров и опыта. Между тем, в предшествовавших им цивилизациях «Бронзового века» (Древний Египет, Шумеры, Элам) государство возникло до появления института частной собственности на землю: правитель считался воплощением бога и верховным собственником всей земли, которой управляла назначенная им бюрократия. Процесс возникновения первого в мире государства пока не ясен.
Подход Энгельса к происхождению государства с позиций экономического детерминизма признал ограниченным французский политический антрополог Жорж Лапьер.